# William Okpara
William Nwadinobi Okpara (Lagos, 7 maggio 1968) è un ex calciatore ed ex giocatore di calcio a 5 nigeriano.

## Carriera
Utilizzato nel ruolo di portiere, Okpara ha giocato nell'ACB Lagos dal 1987 al 1994 per poi spostarsi in Sudafrica con gli Orlando Pirates, con le nazionali giovanili ha partecipato al Campionato mondiale di calcio Under-20 1987 in Cile dove la Nigeria è uscita al primo turno.
Guadagna la nazionale maggiore all'età di 28 anni, e fa parte della spedizione al Campionato mondiale di calcio 1998 come dodicesimo, dove la Nigeria esce agli ottavi di finale, eliminata dalla nazionale danese.
Con la Nazionale di calcio a 5 della Nigeria ha partecipato al FIFA Futsal World Championship 1992 nel quale la selezione africana è stata eliminata al primo turno, giungendo ultima nel girone con Argentina, Polonia e Hong Kong.

## Palmarès

### Club

#### Competizioni nazionali
- Campionato sudafricano: 3

Orlando Pirates: 1994, 2000-2001, 2002-2003
- Coppa del Sudafrica: 1

Orlando Pirates: 1996
- MTN 8: 2

Orlando Pirates: 1996, 2000

#### Competizioni internazionali
- CAF Champions League: 1

Orlando Pirates: 1995
- Supercoppa CAF: 1

Orlando Pirates: 1996